# Башкан
Башка́н (гаг. Başkan, букв. «глава») — название высшего должностного лица в Гагаузской автономии.

## История
Должность утверждена 14-й статьёй закона о юридическом статусе Гагаузии № 344-XIII от 23 декабря 1994 года. Ему подчиняются все органы государственной власти в Гагаузии. Башкан избирается всеобщим, равным, прямым, тайным и свободным голосованием на альтернативной основе сроком на 4 года. Один и тот же человек может быть башканом не более двух сроков. Человек должен быть гражданином Республики Молдова старше 35 лет и знать гагаузский язык. Башкан Гагаузии утверждается в должности члена правительства Республики Молдова декретом президента страны. Башкан может издавать решения и указы, действительные на всей территории Гагаузии. Башкан также имеет право подписывать либо ветировать законы, принимаемые Народным Собранием Гагаузии, формировать кабинет, присваивать установленные в автономии награды и помиловать осуждённых на территории автономии в тех случаях, когда это разрешает Народное Собрание Гагаузии.

## Список
| Имя                   | Имя                     | Начало полномочий | Окончание полномочий | Партия                  |
| --------------------- | ----------------------- | ----------------- | -------------------- | ----------------------- |
|                       | Георгий Табунщик        | 19 июня 1995      | 24 сентября 1999     | Беспартийный            |
| Дмитрий Кройтор       | 24 сентября 1999        | 21 июня 2002      |                      | Беспартийный            |
|                       | Валерий Яниогло (и. о.) | 21 июня 2002      | 10 июля 2002         | Партия регионов Молдовы |
|                       | Иван Кристиогло (и. о.) | 10 июля 2002      | 29 июля 2002         | Беспартийный            |
| Георгий Молла (и. о.) | 29 июля 2002            | 9 ноября 2002     |                      | Беспартийный            |
| Георгий Табунщик      | 9 ноября 2002           | 29 декабря 2006   |                      | Беспартийный            |
|                       | Михаил Формузал         | 29 декабря 2006   | 15 апреля 2015       | Партия регионов Молдовы |
|                       | Ирина Влах              | 15 апреля 2015    | 19 июля 2023         | Партия социалистов      |
|                       | Евгения Гуцул           | 19 июля 2023      | 5 августа 2025       | ШОР                     |
|                       | Илья Узун (и. о.)       | 5 августа 2025    | н. в.                | Беспартийный            |

## Статус и полномочия Башкана Гагаузии
Правовой статус Башкана Гагаузии закреплён в Главе II Уложения Гагаузии.

### Статус
статья 58
- Башкан (глава) Гагаузии является высшим должностным лицом Гагаузии. Ему подчиняются все органы публичного управления Гагаузии.

статья 59
- Башкан (глава) Гагаузии является гарантом выполнения настоящего Уложения, обеспечения прав и свобод человека и гражданина.
- Башкан (глава) Гагаузии обеспечивает сохранение статуса Гагаузии, согласованное функционирование и взаимодействие её органов публичной власти.

статья 60
- Башкан (глава) Гагаузии представляет автономию на территории Республики Молдова и в международных отношениях.

### Избрание
статья 61
- Глава Гагаузии избирается на срок четыре года на основе всеобщего, равного и прямого избирательного права при тайном и свободном голосовании на альтернативной основе.
- Выборы Главы Гагаузии считаются недействительными, если в них в первом туре приняло участие менее половины, а во втором туре — менее одной трети избирателей. Избранным считается кандидат, получивший более половины голосов избирателей, принявших участие в голосовании.
- Результаты выборов Главы Гагаузии признаются действительными Трибуналом Гагаузии.

статья 62
- Главой Гагаузии может быть избран гражданин Республики Молдова, достигший возраста 35 лет, проживающий или проживавший на территории Гагаузии и владеющий гагаузским языком.
- Одно и то же лицо не может занимать должность Главы Гагаузии более двух сроков подряд.

статья 63
- Порядок избрания, вступления в должность Главы Гагаузии и его полномочия определяются настоящим Уложением и местными законами. Полномочия Главы Гагаузии не могут быть использованы в ущерб народу Гагаузии.
- Иные выборы или назначение на должность, а равно присвоение полномочий Главы Гагаузии незаконны и недействительны.

### Вступление в должность
статья 64
- При вступлении в должность Глава Гагаузии приносит следующую присягу:

Торжественно клянусь верно служить народу Гагаузии, уважать и защищать права и свободы человека и гражданина, строго соблюдать Конституцию Республики Молдова, Уложение и законы Гагаузии, добросовестно выполнять возложенные на меня высокие обязанности Главы Гагаузии.
- Присяга приносится не позднее чем в 30-дневный срок после официального объявления результатов выборов, в торжественной обстановке на специальном заседании Народного Собрания и Трибунала Гагаузии на гагаузском языке.

статья 65
- Глава Гагаузии вступает в должность со дня принесения присяги.
- Глава Гагаузии исполняет свои полномочия до принесения присяги вновь избранным Главой.
- Срок полномочий Главы Гагаузии может быть продлён законом в случае чрезвычайного, осадного положения или военных действий.

### Член Правительства Республики Молдова
статья 66
- Глава Гагаузии Указом Президента Республики Молдова утверждается членом Правительства Республики Молдова.

### Неприкосновенность
статья 67
- Глава Гагаузии обладает неприкосновенностью и не может привлекаться к юридической ответственности за взгляды, выраженные при осуществлении полномочий.

### Полномочия
статья 68
Глава Гагаузии:
- 1) представляет Гагаузию при решении вопросов внутренней и внешней политики Республики Молдова, касающихся интересов Гагаузии;
- 2) возглавляет Исполнительный Комитет Гагаузии в соответствии с законом;
- 3) представляет Народному Собранию Гагаузии для утверждения структуру Исполнительного Комитета и его состав;
- 4) формирует администрацию Главы Гагаузии;
- 5) подписывает местные законы;
- 6) издает постановления и распоряжения, обязательные для исполнения на территории Гагаузии;
- 7) осуществляет руководство органами публичного управления в Гагаузии и обеспечивает их взаимодействие;
- 8) по согласованию с Народным Собранием Гагаузии назначает и освобождает от должности глав администраций районов Гагаузии;
- 9) вправе инициировать вопрос о проведении местного референдума в порядке, установленном законом Гагаузии;
- 10) вправе досрочно распустить Народное Собрание Гагаузии в случае невозможности формирования Исполнительного Комитета Гагаузии в течение 45 дней после внесения предложения о его составе или блокирования в течение двух месяцев проекта закона о бюджете Гагаузии. Народное Собрание может быть распущено после консультаций Главы с фракциями и Президиумом Народного Собрания. Народное Собрание может быть распущено только после отклонения не менее двух раз предложения Главы по составу Исполнительного Комитета;
- 11) формирует в соответствии с законом и возглавляет Координационный совет Гагаузии по борьбе с преступностью;
- 12) выступает с посланиями к народу Гагаузии;
- 13) представляет Народному Собранию Гагаузии ежегодную информацию о деятельности органов публичного управления;
- 14) награждает наградами и присваивает почётные звания Гагаузии;
- 15) обладает правом законодательной инициативы в Народном Собрании Гагаузии;
- 16) назначает и освобождает начальника муниципальной полиции по представлению начальника Управления внутренних дел Гагаузии.

статья 69
- Глава Гагаузии вправе в случае несогласия с принятым местным законом не позднее чем в десятидневный срок направить его Народному Собранию Гагаузии для пересмотра. Если Народное Собрание проголосует за местный закон повторно двумя третями голосов избранных депутатов, закон считается принятым и Глава Гагаузии подписывает его.

статья 70
- Полномочия Главы Гагаузии могут быть прекращены досрочно в случае несоблюдения им Конституции Республики Молдова, Закона «Об особом правовом статусе Гагаузии (Гагауз Ери)», настоящего Уложения и местных законов, постановлений Народного Собрания Гагаузии, а также совершения им преступления, подтвержденного судебным решением.
- Предложение об отстранении от должности Главы Гагаузии может быть выдвинуто не менее чем одной третью депутатов Народного Собрания и должно быть доведено до сведения Главы Гагаузии для дачи им объяснений по выдвинутым против него обвинениям.
- Если Народное Собрание принимает постановление об отстранении Главы Гагаузии, не позднее чем в 30-дневный срок проводится референдум по вопросу об отстранении от должности Главы Гагаузии. Порядок проведения референдума устанавливается местным законом.

### Исполнение обязанностей
статья 71
- Если Глава Гагаузии по состоянию здоровья или другим объективным причинам не способен исполнять свои обязанности, временное исполнение его обязанностей возлагается на первого заместителя Председателя Исполнительного Комитета Гагаузии.
- Новые выборы Главы Гагаузии проводятся не позднее чем в трехмесячный срок после образования вакансии.

## Выборы Башкана Гагаузии

### Выборы Башкана Гагаузии (1995)
Первые выборы башкана (главы) АТО Гагаузия прошли 28 мая и 11 июня 1995 года на базе временного регламента, утверждённого правительством Республики Молдова. В дальнейшем выборы организовывались и проводились в соответствии с положениями Уложения Гагаузии и местного Закона о выборах башкана, принятого Народным Собранием Гагаузии (НСГ). В выборах принимало участие 4 кандидата. По результатам второго тура башканом Гагаузии был избран Георгий Табунщик, за него проголосовало 64,1 % избирателей.

### Выборы Башкана Гагаузии (1999)
Вторые выборы башкана Гагаузии прошли 22 августа и 5 сентября 1999 года. Выборы проводились в соответствии с положениями Уложения Гагаузии и местного Закона о выборах башкана, принятого НСГ. В избирательном бюллетене было 6 кандидатов. В результате второго тура башканом Гагаузии был избран Дмитрий Кройтор.

### Выборы Башкана Гагаузии (2002)
Досрочные выборы главы Гагаузии прошли 6 и 20 октября 2002 года после отставки Дмитрия Кройтора, избранного в 1999 году. Однако прошедшие 6 октября выборы были признаны несостоявшимися — в них приняли участие 41,4 % избирателей, при необходимых по местному закону 50 %. Первые два места заняли Георгий Табунщик — 42,52 % и Михаил Формузал — 21,05 %. Повторное голосование прошло 20 октября. В них приняло участие 49,6 % избирателей (при пороге 34 %). Перед голосованием два кандидата сняли свои кандидатуры в пользу Формузала и обратились к избирателям с соответствующим заявлением. При повторном голосовании башканом был избран Табунщик (за него проголосовало 50,99 % избирателей; за Формузала 43,22 %; за Таушанжи 5,18 %).

### Выборы Башкана Гагаузии (2006)
Четвёртые выборы башкана Гагаузии прошли 3 и 17 декабря 2006 года. Явка избирателей в первом туре составила 62,6 %, во втором туре 64,3 %. Главой Гагаузии был избран примар Чадыр-Лунги Михаил Формузал, а действующий башкан Георгий Табунщик занял 3-е место.
| Кандидаты                         | I тур         | II тур        |
| --------------------------------- | ------------- | ------------- |
| Михаил Формузал (независимый)     | 33,89 % 19297 | 56,23 % 32890 |
| Николай Дудогло (независимый)     | 31,40 % 17880 | 43,77 % 25603 |
| Георгий Табунщик (независимый)    | 24,14 % 13745 |               |
| Александр Стояногло (независимый) | 10,58 % 6025  |               |

### Выборы Башкана Гагаузии (2010)
12 и 26 декабря 2010 года прошли пятые выборы башкана Гагаузии. В результате второго тура действующий башкан Михаил Формузал переизбран на второй срок. В выборах принимала участие Ирина Влах которая заняла третье место.
| Кандидаты                     | I тур         | II тур        |
| ----------------------------- | ------------- | ------------- |
| Михаил Формузал (независимый) | 37,19 % 22484 | 51,38 % 31576 |
| Николай Дудогло (независимый) | 31,84 % 19252 | 48,62 % 29874 |
| Ирина Влах (ПКРМ)             | 30,96 % 18720 |               |
| Явка                          | 56,95 %       | 56,83 %       |

### Выборы Башкана Гагаузии (2015)
22 марта 2015 года состоялись шестые выборы башкана Гагаузии. В них приняли участие 10 кандидатов, все они были самовыдвиженцами, однако часть из них поддерживались различными политическими партиями. Это были первые выборы которые прошли в один тур на котором победу одержала Ирина Влах (51,11 %) которую поддержала партия ПСРМ. Второе место получил Николай Дудогло (19,06 %) поддержанный партиями ДПМ, ДР, «Новой Гагаузией», остальные кандидаты получили менее 10 % голосов. Явка составила 58,21 %.

### Выборы Башкана Гагаузии (2019)
Очередные выборы башкана Гагаузии прошли, в соответствии с постановлением НСГ состоялись 30 июня 2019 года.
До участия в выборах Избирательной комиссией Гагаузии было допущено четыре кандидата: действующий башкан Ирина Влах, депутат Народного Собрания Гагаузии Сергей Чимпоеш, экс-депутат НСГ Иван Бургуджи и предприниматель Дмитрий Манол.
Согласно официальным данным, победу одержала действующий башкан Гагаузии Ирина Влах которая набрала 91,27 % . Явка составила 50,35 %.

### Выборы Башкана Гагаузии (2023)
Очередные выборы башкана Гагаузии прошли, в соответствии с постановлением Народного Собрания Гагаузии состоялись 30 апреля 2023 года. Всего было восемь кандидатов.
В первом туре Евгения Гуцул сумела получить 26,47 %, что на 0,07 % больше, чем у её основного оппонента Григория Узуна (поддерживаемого партией ПСРМ); явка составила 57,8 % .              Вскоре, 7 мая Национальный центр борьбы с коррупцией (НЦБК) провёл обыски в территориальных организациях партии «Шор» (позже эта партия была признана неконституционной, решением Конституционного суда Республики Молдова) в Гагаузии по делу о подкупе избирателей во время первого тура и получении денег от преступной группировки; 13 мая сотрудники НЦБК продолжили обыски по делу о подкупе избирателей.
Во втором туре, который состоялся 14 мая 2023 года Евгения Гуцул получила 52,34 %, Григорий Узун получил 47,66 %, таким образом одержав победу; явка составила 54,56 %.
Президиум НСГ сделал заявление, в котором осудил вмешательство центральных властей в деятельность ЦИК Гагаузии и «запугивание уголовными делами и другими репрессиями». Гуцул выступила и осудила обыски в Центризбиркоме Гагаузии и призвала людей к протесту. При этом, президент Республики Молдова Майя Санду не желает подписывать указ о назначении Гуцул в состав правительства объяснив это в программе «Новая неделя с Анатолием Голя» на телеканале TV8 так: «Мы уважаем выбор людей [жителей АТО Гагаузия], но в то же время все выборные лица должны работать на интересы Республики Молдова, а не на интересы другого государства или коррумпированных группировок. На нового башкана заведено уголовное дело по делу о подкупе избирателей, не транспарентности, и нелегальном финансировании кампании. Так что я не вижу причин для спешки, если ещё есть столько вопросов.».